# Livet (bateau)
Pour les articles homonymes, voir Livet.
Le livet désigne la ligne d'intersection entre le pont principal d'un bateau et la coque. On peut préciser : le livet en abord est l'intersection avec le bordé, tandis que le livet dans l'axe représente l'intersection du pont avec le plan longitudinal.
Le livet est utilisé pour la mesure du creux.